# 亞羅號事件
亞羅號事件（英語：The Arrow Incident）是引發第二次鴉片戰爭的關鍵事件，起源於1856年10月8日清朝廣州水師在商船亞羅號（英語：Arrow）上進行的搜查及逮捕海盗及嫌疑犯行動，以及後續英國的強烈抗議及武力恫嚇，相關衝突最終成為1857年英國對清用兵的理由。

## 背景
1854年，英國政府援引中法《黃埔條約》第三十五款：“双方若有應行更易章程條款之处，當就互換章程年月，核计满十二年之数，方可与中国再行筹议”以及中英《南京條約》中的「片面最惠國待遇」條款，希望续十二年之約，以簽訂對英國更為有利的新約。見英國人要求修約，而美國和法國也要求修約。但清朝官員一味搪塞敷衍，互諉其事。見續約無望，三國公使憤懣。同時，通商口岸中國官民和「洋人」間的摩擦，也一直是清廷和西方列強衝突的根源之一。
成為中英衝突導火線的亞羅號是由香港籍華人蘇亞成所有，於1854年在中國內地製造的中西混合式帆船，一日船隻被海盜劫去珠江，之後拾獲的民團交給廣州一家船公司。後來賣給香港居民方亞明。1855年向英屬香港政府登記並取得一年的執照。除船長為愛爾蘭籍外，船上所有僱傭的水手都是華裔。

## 經過

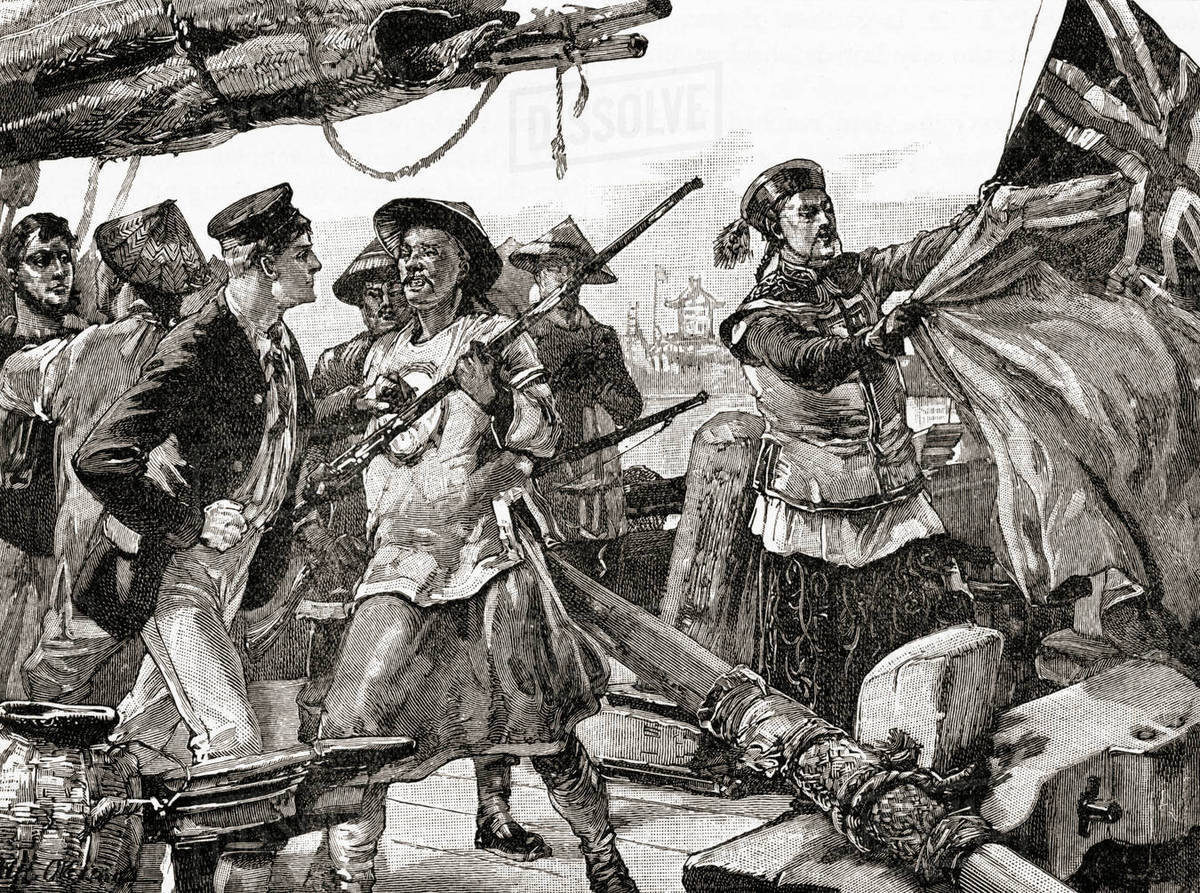
描繪英國方面所稱，清水師搜查英籍船隻亞羅號時撕毀英國國旗情形的圖畫。

1856年10月8日早上八點，廣東水師接獲被劫商人舉報，懸掛英國國旗的亞羅號停泊在廣州黃埔。巡河水師千總梁國定登船搜索，當時船長正在另一條船上用早餐，未做開航之準備。發現執照已過期12天，扣留了十二名涉嫌走私的中國水手。但事後船長聲稱眼見英國國旗被撕毀的全部過程，清朝官方予以否認。對照英國的航海法律，任何一艘英國船駛入港口都必須卸下國旗。若當時升起國旗則表示水手準備私自潛逃（搜查那時船長不在船上），此說法的真實性受到質疑。香港《商船（註冊）條例》訂明，當船舶在行駛途中時其注冊過期並不會影響其受到的保護。

英國驻廣州代理領事巴夏禮向兩廣總督葉名琛抗議，要求放還水手及道歉，並要求移辦千總。事件後2天（10月10日）葉名琛答應放出9人，巴夏禮拒收。12月15日，廣州一帶中國居民見英軍退去，縱火焚燒「洋人」居室，使廣東十三行化為烏有。10月16日英公使包令照會葉名琛：
如不速為彌補，自飭本國水師，將和約缺陷補足。
意即英國動武之意已十分明顯，也別有所求。10月21日巴夏禮遣人告訴葉名琛：「越日日中不如約，即攻城」，並要求24小時內答覆。葉名琛雖允諾放還全部12位水手，但以未扯下英國國旗拒絕道歉。
包令於是勒令香港駐華英軍駛入珠江口，進逼廣州城前脅迫同意英人自由入城，至27日未見答覆便每隔五六分鐘砲轟一次總督衙門，葉不動聲色地在城內宣告：「殺一英人，賞銀三十元」。很快地英軍攻入城內，但未抓獲当时去上香的叶名琛，不久退出，葉佯稱大勝。

## 影響
香港總督寶寧主張以亞羅號事件為由開戰，並解決過去懸而不決的廣州入城問題。他向兩廣總督葉名琛發出照會：「如不速為彌補，自飭本國水師，將和約缺陷補足。」葉名琛拒絕賠償和道歉，最終寶寧令英軍入侵珠江口，炮轟總督衙門，為第二次鴉片戰爭揭開序幕。翌年（1857年），英國決定與法蘭西第二帝國聯合出兵清朝，引發了英法聯軍之役。

## 延伸閱讀
- 黄宇和：〈亚罗事件 （页面存档备份，存于）〉.